# Халярта (село)
Халярта — упразднённое село в Хилокском районе Забайкальского края России. На момент упразднения входило в состав Закультинского сельского округа. Упразднено в 2000 году.

## География
Располагалось в месте слияния рек Барун-Толбага и Дунда-Толбага, составляющие реку Толбага (приток Хилка), на расстояние примерно 9 км по прямой к юго-востоку от села Толбага Петровск-Забайкальского района.

## История
В начале XX века бурятско-русское село входило в один из улусов Долбагинского булука. В 1909 году была организована Халяртинская копь Забайкальского каменноугольного товарищества, по нему и населенный пункт получает название. Для вывоза угля к посёлку была проложена узкоколейная железная дорога с паромной переправой через Хилок. Но из-за низкого качества бурого угля его добыча постепенно сокращалась и в 1924 копь была закрыта.
По данным 1926 года в Халярте имелось 63 хозяйства (6 крестьянского типа и 57 прочих), основное население — русские. В административном отношении входила в состав Талбагинского сельсовета Петровск-Забайкальского района Читинского округа Дальневосточного края.
В советские годы село являлось отделением совхоза «Сосновский»
Законом Читинской области от 14 апреля 2000 года № 212-ЗЧО населённый пункт исключен из учётных данных.

## Население
По переписи 1926 года в селе проживало 190 человек (97 мужчин и 93 женщины). В 1989 году в селе проживало 4 человека.

## Исторические объекты
В окрестностях села расположены стоянки Халярта-1 и Халярта-2, а также Халяртинский культовый объект.